# واشنطن بينافايدز
واشنطن بينافايدز (بالإسبانية: Washington Benavides)‏ هو كاتب وأستاذ جامعي وموسيقي وشاعر أوروغواياني، ولد في 3 مارس 1930 في تاكواريمبو ‏ في الأوروغواي، وتوفي في 24 سبتمبر 2017 في مونتفيدو في الأوروغواي بسبب ذات الرئة.

## وصلات خارجية
- واشنطن بينافايدز على موقع ميوزك برينز (الإنجليزية)
- واشنطن بينافايدز على موقع ديسكوغز (الإنجليزية)